# Mi último tango
Mi último tango es una película argentina en blanco y negro que se estrenó el 19 de mayo de 1925 en el cine Metropol. Fue dirigida por José Agustín Ferreyra sobre su propio guion, protagonizada por Nora Montalbán, Percival Murray, Elena Guido y Julio Donadille.
Su exhibición se acompañaba en muchas funciones con la ejecución en vivo del tango Y reías como loca, letra de José Agustín Ferreyra y música de Eduardo Pereyra, alusivo al argumento del filme.

## Sinopsis
La acción tiene lugar a principios del siglo XX en España y Argentina. Fue el amor de un vistazo: la joven cantante Martha Andreu de la banda de teatro callejera y el elegante caballero Dario Ledesma se encontró accidentalmente en el semibanda y casi inmediatamente se separó. Martha, con una voz encantadora, quiere convertirse en una cantante popular y famosa, pero al trabajar en el musical Hall en segundo lugar, es difícil de lograr de inmediato. La suerte de la ocasión, en una de las actuaciones de marzo reemplaza a la primadona Luis Marival, y la gloria de la noche a la mañana la convierte en una estrella. Los fanáticos buscan encuentros con ella, pero su corazón pertenece a Darío. Después de unos meses de marzo con Su tía navegando en un barco de vapor en buenos Aires en una gira y se encuentra de nuevo con Darío. Como parecían, el resto de su vida estarían juntos, pero su felicidad fue corta, los brutales ataques del destino siguieron uno por uno. En una de las actuaciones en el teatro de vinos de Luis Marival, el fuego está en llamas. Marta, salvando del fuego a Luis, pierde la vista. Creyendo que la compasión nunca reemplazará el amor, Martha se va con su tía sin decirle nada a Darío, pero va a buscar a su amada.

## Reparto
- Nora Montalbán
- Percival Murray
- Elena Guido
- Julio Donadille
- Rafael de los Llanos
- Álvaro Escobar

## Comentario
Dice Jorge Miguel Couselo que con Mi último tango, Ferreyra completa el complacido retorno al misterio de la noche y sus compartimentos de evasión y pecado que había iniciado con Mientras Buenos Aires duerme.